# Грабельникова, Наталья Валерьевна
Наталья Валерьевна Грабельникова (род. 25 августа 1975, Красноярск) — советская и российская футболистка, полузащитник.
Первый успех к Наталье пришел в 16 летнем возрасте. В финале Кубка СССР, который состоялся 21 сентября 1991, «Сибирячка» (Красноярск) победила «Прометей» (Санкт-Петербург) в серии послематчевых пенальти успех сопутствовал краснояркам 3:2. Пенальти у «Сибирячки» забили: Ольга Богун, Наталья Грабельникова, Наталья Яновская. В Первом чемпионате России 1992 года в составе «Сибирячки» провела 24 матча за клуб и забила 5 мячей и 1 гол в Кубке России.
В 1995 году в составе «Сибирячки» завоевала бронзовые медали Чемпионата России проведя 13 матчей за клуб.
В 2000—2001 гг. выступала за ЦСК ВВС провела в Чемпионате России 21 матч. По окончании выступлений в большом футболе перешла в мини-футбол.

## Достижения
Чемпионат России по футболу среди женщин:
- Чемпион (1): 2001
- Бронзовый призёр (2): 1995, 2000

Кубок СССР по футболу среди женщин:
- Обладатель (1): 1991
- Участник турнира «Lyon’ne Cup» среди клубов «Coupe du Centenaire» — 1993[7]